# 稲葉正休
稲葉 正休（いなば まさやす）は、江戸時代前期の旗本・大名。美濃青野藩主。旗本・稲葉正吉の長男。大老・堀田正俊は従甥に当たる。美濃と縁の深い稲葉氏の一族である。

## 生涯

### 家督相続
明暦2年（1656年）、父・正吉が男色の事で家臣に刺殺され、その遺領を継いで美濃青野において5000石を領した。延宝2年（1674年）、小姓組番頭となって石見守に叙任された。延宝5年（1677年）に書院番頭、その後将軍近習を経て天和2年（1682年）、若年寄に就任し、加増されて青野藩1万2000石を領した。

### 大老刺殺事件と最期
天和3年（1683年）、水害に悩まされていた淀川に赴き、河村瑞賢の随伴による視察を行い「淀川治水策」をまとめる。治水費用として4万両の費用を計上するが、不審に感じた堀田正俊が別途、随行した瑞賢に問いただした所「半額の2万両でも可能」との意見を得た事から、正休は淀川の治水事業の任から外される事となる。
貞享元年（1684年）8月28日、幕府の式日にあたり諸大名が登城して慌ただしい中で、正休は江戸城中で堀田正俊を刺殺した（即死ではなく、正俊は医師の手当を受けた後、重体のまま自邸に運ばれ息を引き取る）。
この日、正俊は本丸の御用部屋に控えていたが、そこに正休が現れて、正俊に相談があると述べてそれに応じた正俊は部屋から出た。そして廊下に出た所、いきなり正休は脇差を抜いて正俊の胸めがけて突き刺した。この騒ぎを知った老中・大久保忠朝、阿部正武、戸田忠昌らが正休を滅多斬りにして殺し、稲葉家は改易処分となった。享年45。伯母の孫にあたる正俊を暗殺した理由については不明であるが、前年の淀川の治水工事の役目から外された件もあり、恨みによるものとも言われた。
正俊暗殺に当たって正休は、高名な刀鍛冶に数本の刀を特注し、試し斬りの末に一番出来のよいものを差して登城、邪魔が入りにくいよう御用部屋の入り口まで正俊を呼び出して一突きで殺した。後の赤穂事件に際して「このような手本があるのに浅野長矩が吉良義央を仕留め損ねたのは武士として不覚悟も甚だしい」という批評があり、当時の落首にもうたわれているという。

## 逸話
- 堀田正俊は、その剛直な性格から5代将軍・徳川綱吉や他の側近より疎まれており、また大老職も得て傲慢にもなっていたため、正休に対する同情が多かった。戸田茂睡は、「御当代記」の中で「忠といひ分別といひ、先代にも末代にもたぐひあるまじき良臣なり」と称賛している。
- 刃傷に及ぶ直前、茶坊主に先代以来の将軍家への御恩に報いるためという遺書を若年寄の秋元但馬守に届けさせた。
- 事件当日の朝食の席で、上屋敷に仕える医師を招いて相伴させた。正休は脇差を医師らに見せて「この刀、虎徹じゃが如何じゃ」と質問した。大半の医師は「この刀はよく斬れましょう」と賞賛したが、1人だけは「この刀で斬られれば、恐らく某の治療もかないますまい」と答えた。その脇差は1尺6、7寸あり拵が新しかった。正休はその脇差を帯びて江戸城に登城して刃傷に及んだという[4]。